# Arrel de la unitat
En matemàtiques, una arrel de la unitat, o nombre de de Moivre és un nombre que dona 1 en ser elevat a algun exponent natural, és a dir, una arrel aritmètica del nombre 1. Al cos dels complexos totes les arrels de la unitat es localitzen sobre la circumferència goniomètrica del pla complex, exactament als punts d'argument racional (en graus).

## Definició

Les arrels cúbiques de la unitat

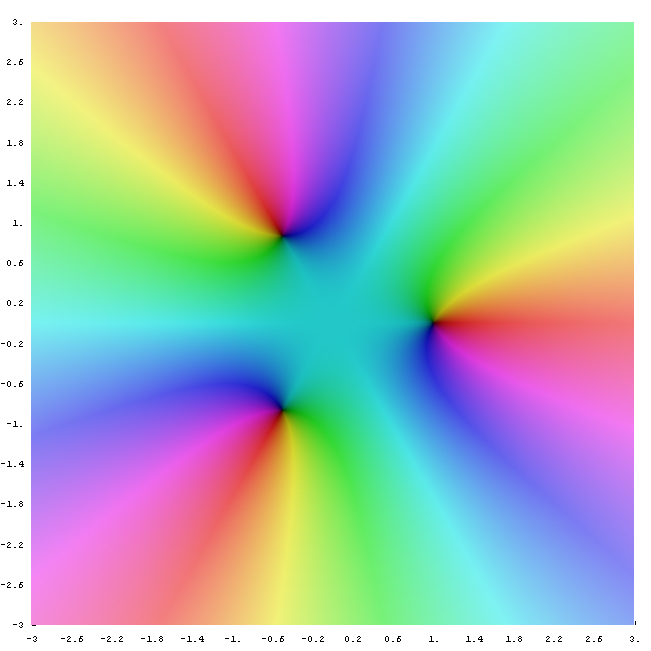
Gràfica de z^{3}-1, en què l'arrel es representa pel color negre.

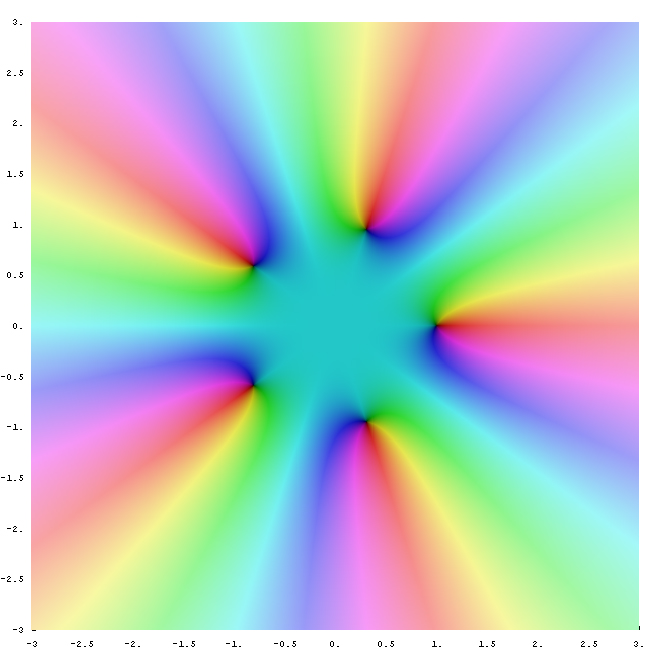
Gràfica de z⁵-1, en què l'arrel es representa pel color negre.

Una arrel n-èsima de la unitat, amb n un nombre natural, és un nombre z, que satisfà l'equació
zn = 1.
Les arrels segones es diuen arrels quadrades, i les arrels terceres es diuen arrels cúbiques.
Una arrel n-èsima de la unitat z es diu primitiva si
{\displaystyle z^{k}\neq 1\qquad \forall k\in \{1,2,3,\dots ,n-1\}\,.}
Hi ha n arrels n-èsimes de la unitat diferents:
{\displaystyle z^{k}\qquad (k=1,2,3,\dots ,n)\,,}
on z és qualsevol arrel n-èsima de la unitat primitiva. Les arrels n-èsimes primitives de la unitat són aquelles zk per les que k i n són coprimers.

## Exemples
Al cos dels nombres complexos, una arrel n-èsima primitiva de la unitat és
{\displaystyle e^{\frac {2\pi i}{n}}\,,}
perquè
{\displaystyle (e^{2\pi i \over n})^{k}=e^{2\pi ik \over n}\neq 1\qquad (k=1,2,3,\dots ,n-1)\,,}
i
{\displaystyle (e^{2\pi i \over n})^{n}=e^{2\pi i}=1\,,}
segons la identitat d'Euler.
El nombre (+1) és una arrel quadrada de la unitat perquè (+1)² = 1, però no és una arrel quadrada primitiva de la unitat perquè (+1)¹ = 1. Per tant, (+1) només és una arrel primera primitiva de la unitat.
El nombre (−1) és una arrel quadrada primitiva de la unitat perquè (−1)¹ ≠ 1 i (−1)² = 1.
Per a n>2, les arrels primitives n-èsimes de la unitat són nombres complexos no reals.
Les dues arrels cúbiques primitives de la unitat són
{\displaystyle \left\{e^{2\pi i \over 3},e^{-2\pi i \over 3}\right\}=\left\{{\frac {-1+i{\sqrt {3}}}{2}},{\frac {-1-i{\sqrt {3}}}{2}}\right\},}
on i és la unitat imaginària.
Les dues arrels quartes primitives de la unitat són
{\displaystyle \left\{e^{2\pi i \over 4},e^{-2\pi i \over 4}\right\}=\left\{+i,-i\right\}.}
Les quatre arrels quintes primitives de la unitat són
{\displaystyle \left\{e^{2\pi ik \over 5}|k\in \{1,-1,2,-2\}\right\}=\left\{\left.{\frac {u{\sqrt {5}}-1}{4}}+v{\sqrt {\frac {5+u{\sqrt {5}}}{8}}}i\right|u,v\in \{-1,1\}\right\}.}
Les dues arrels sisenes primitives de la unitat són 
{\displaystyle \left\{{\frac {1+i{\sqrt {3}}}{2}},{\frac {1-i{\sqrt {3}}}{2}}\right\}.}
Una arrel vuitena primitiva de la unitat és
{\displaystyle {\sqrt {i}}=e^{2\pi i/8}={\frac {\sqrt {2}}{2}}+i{\frac {\sqrt {2}}{2}}.}
Vegeu heptadecàgon per la part real de d'una arrel dissetena primitiva de la unitat.

## Periodicitat
Si z és una arrel n-èsima primitiva de la unitat, llavors la successió de potències
..., z−1, z0, z¹, ...
és n-periòdica, (perquè z j+n = z j⋅zn = z j⋅1 = z j per a tots els valors de j), i les n successions de potències
..., z k⋅(−1), z k⋅0, zk⋅1, ... (per k = 1,...,n),
Són totes n-periòdiques. Aquestes n successions tenen a més la propietat de la independència lineal. Això vol dir que qualsevol successió de nombres complexosn-periòdica
..., x−1, x0, x1, ...
Es pot expressar com una combinació lineal de potències d'una arrel n-èsima primitiva de la unitat:
x j = Σk Xk⋅zk⋅j = X1⋅z1⋅j + ... + Xn⋅zn⋅j .
Aquesta és una forma d'anàlisi de Fourier. Si j és una variable temporal (discreta), llavors k és una freqüència i Xk és una amplitud complexa.
Triar per a l'arrel primitiva n-èsima de la unitat
z = ei⋅2⋅π/n = cos(2π/n) + i⋅sin(2π/n)
Permet que x j s'expressi com una combinació lineal de cosinus i de sinus 
x j = Σk Ak⋅cos(2πjk/n) + Σk Bk⋅sin(2πjk/n).
Aquesta és una transformada discreta de Fourier.

## Sumatori
Les arrels n-èsimes de la unitat se sumen d'acord amb la fórmula de la sèrie geomètrica. (Aquest sumatori és un cas especial del sumatori de Gauss.) Per n > 1:
{\displaystyle \sum _{k=0}^{n-1}z^{k}={\frac {z^{n}-1}{z-1}}=0.}
on z és una arrel n-èsima primitiva de la unitat. Per a n = 1, el sumatori només té un terme: z0=1.

## Ortogonalitat
A partir de la fórmula del sumatori se'n dedueix una relació d'ortogonalitat: Per a j i j′ prenent valors entre 1 i n se satisfà:
{\displaystyle \sum _{k=1}^{n}{\overline {z^{j\cdot k}}}\cdot z^{j'\cdot k}=n\cdot \delta _{j,j'}}
on {\displaystyle \delta } és la delta de Kronecker i z és qualsevol arrel n-èsima primitiva de la unitat.
La matriu U de mida n×n, l'element (j, k)-èsim de la qual és 
{\displaystyle U_{j,k}=n^{-{\frac {1}{2}}}\cdot z^{j\cdot k}}
Defineix una transformada discreta de Fourier. Per calcular la transformació inversa, si es fa servir el Mètode del pivot, calen O(n3) operacions. Però, a partir de l'ortogonalitat resulta que U és unitària. És a dir,
{\displaystyle \sum _{k=1}^{n}{\overline {U_{j,k}}}\cdot U_{k,j'}=\delta _{j,j'}}.
Per tant, la matriu inversa de U és senzillament la matriu transposada conjugada. Aquest fet va ser observat per primer cop per Gauss en resoldre el problema de la interpolació trigonomètrica. L'aplicació directa de U o la seva inversa a un vector donat requereix O(n²) operacions. Els algorismes de la transformada ràpida de Fourier redueixen encara més el nombre d'operacions fins a O(n log(n)).